# Mykola Avilov
Mykola Avilov (ukrajinsky Микола Вікторович Авілов, rusky Николай Викторович Авилов) (* 6. srpna 1948, Oděsa) je bývalý sovětský atlet, olympijský vítěz v desetiboji.

## Sportovní kariéra
Nejdříve se věnoval skoku do výšky, později se zaměřil na desetiboj. V roce 1968 se umístil na třetím místě na mistrovství SSSR a kvalifikval se na olympiádu do Mexika. Zde vybojoval v soutěži desetibojařů čtvrté místo. Těsně pod stupni vítězů skončil také na evropském šampionátu o rok později. Na olympiádě v Mnichově v roce 1972 zvítězil v desetiboji v novém světovém rekordu 8454 bodů. Na další olympiádě v Montrealu v roce 1976 skončil mezi desetibojaři třetí.
Jeho žena, Valentyna Kozyr, získala bronzovou olympijskou medaili v soutěži výškařek v Mexiku v roce 1968.